# A.S.D. Casoli Calcio
Associazione Sportiva Dilettantistica Casoli Calcio là một câu lạc bộ bóng đá Ý có trụ sở tại Casoli, Abruzzo.